# Battaglia del Fýrisvellir
La battaglia del Fýrisvellir fu un conflitto per il trono di Svezia, combattuto nel decennio del 980 sulla pianura chiamata Fýrisvellir, dove si trova l'odierna Uppsala. Il combattimento si svolse tra Eric il Vittorioso e suo nipote, Styrbjörn il Forte. Viene citata in numerose fonti medievali, quali la Eyrbyggja saga, la Knýtlinga saga, la Saga di Hervör ed il Gesta Danorum di Saxo Grammaticus (Libro 10), ma la descrizione più dettagliata si trova nel racconto breve Styrbjarnar þáttr Svíakappa.

## Preludio
Styrbjörn si era nominato capo dei Jomsviking, ma voleva radunare molte più forze in modo da prendersi la corona di Svezia, che il Thing svedese gli aveva negato alla morte del padre, ucciso da un avvelenamento che si dice fosse opera dello zio Eric.
La tattica di Styrbjörn era quella di saccheggiare in lungo e in largo il neonato regno di Danimarca, finché re Aroldo I non avesse chiesto un incontro. Harald offrì a Styrbjörn la figlia Tyra come sposa, e Styrbjörn se ne andò, per poi tornare in Danimarca con 1000 drakkar. Obbligò i Dani ad offrirgli 200 navi e chiunque di loro egli avrebbe considerato utile, compreso il re stesso. Salpò quindi per la Svezia con la sua armata navale.

## La battaglia
Quando Eric il Vittorioso seppe che le navi erano entrate a Mälaren, inviò la croce ardente in tutte le direzioni radunando il fyrd a Uppsala. Þorgnýr il Lögsögumaður, amico di Eric, gli consigliò di mettere dei pali nell'acqua che portava ad Uppsala. Quando le navi di Styrbjörn arrivarono e scoprirono di non poter proseguire, Styrbjörn giurò di non abbandonare la Svezia, ma di vincere o morire. Per incoraggiare i suoi uomini a combattere fino all'ultimo, diede fuoco alle navi. Re Aroldo I non volle prendere parte allo scontro, e se ne andò con le navi danesi.
Styrbjörn marciò comunque su Uppsala con i suoi Jomsvikings. Quando gli svedesi decisero di bloccare la sua avanzata nella foresta, Styrbjörn minacciò di appiccare fuoco agli alberi, e convinse così gli svedesi a lasciare passare lui ed i suoi uomini. Þorgnýr disse a re Eric di legare assieme gli animali, e di munirli di lance e spade. Quando il nemico giunse al Fýrisvellir, spinsero gli animali contro i Jomsvikings, i quali rimasero disorientati. Styrbjörn era però un eccellente capo guerriero, e ristabilì l'ordine. La battaglia durò tutto il giorno, e la sera ci fu una sosta. Anche il giorno dopo lo scontro non si risolse, nonostante re Eric avesse ricevuto numerosi rinforzi.
Durante la notte Styrbjörn fece sacrifici a Thor, ma il dio dalla barba rossa si dimostrò arrabbiato e predisse una sonora sconfitta. Eric, d'altra parte, si recò al Tempio di Uppsala facendo sacrifici ad Odino, promettendosi a lui dopo 10 anni. Un uomo alto in un mantello blu e cappello a falda larga apparse ad Eric. Si trattava di Odino, il quale diede ad Eric un bastone dicendogli di lanciarlo contro i Jomsvikings e gridando "Io do tutti voi ad Odino".
Il terzo giorno Eric obbedì ad Odino, ed una pioggia di frecce cadde sui Jomsvikings, pioggia che gli uomini chiamarono "frecce di Odino". Quando Styrbjörn capì che era finita, urlò ai suoi uomini di restare e combattere, infilò a terra il suo stendardo e corse contro l'esercito svedese coi suoi migliori campioni. Pochi uomini fuggirono quel giorno.

## Conseguenze
Dopo la vittoria, re Eric fece erigere uno dei tumuli reali promettendo una grande ricompensa a chiunque avrebbe composto un poema sulla vittoria. Tra le sue file si trovava uno scaldo islandese di nome Þórvaldr Hjaltason, il quale subito scrisse un poema scaldico, grazie al quale ricevette dal re un bracciale d'oro.
Dopo questa battaglia, re Eric divenne noto come "il Vittorioso".

## Citazioni sulle pietre runiche

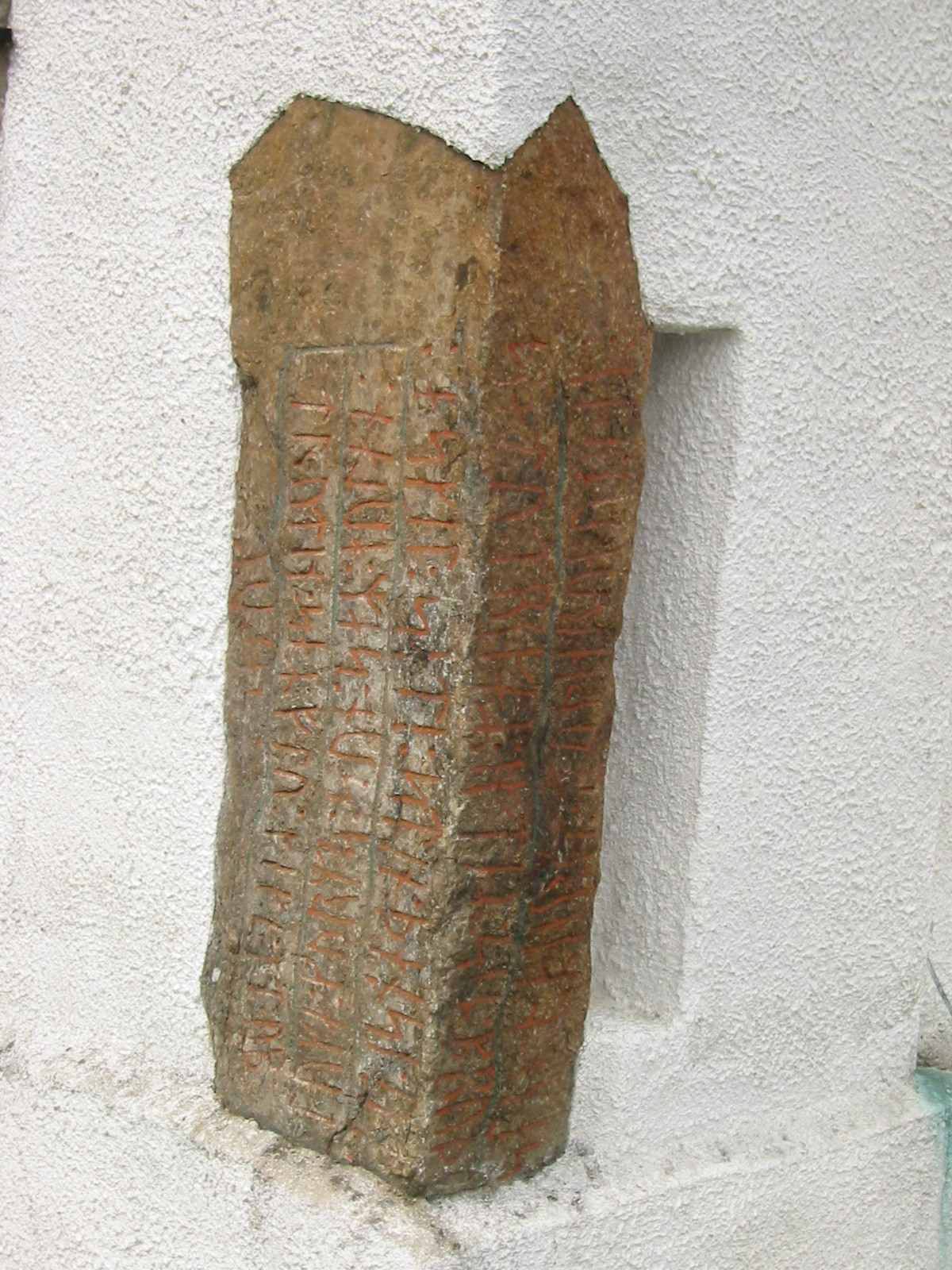
DR 295.

Le pietre runiche vengono considerate documenti storici riguardanti gli eventi dell'epoca vichinga scandinava. Le seguenti quattro pietre citano persone che potrebbero essere morte in quella battaglia. Le prime citano un capo guerriero di nome Tóki Gormsson, che potrebbe essere il figlio del re danese Gorm il Vecchio, un'interpretazione che coincide col fatto che Styrbjörn era alleato con un altro figlio di Gorm, Aroldo I.
- La pietra di Hällestad DR 295 della Scania dice: "Áskell pose questa pietra in memoria del figlio di Tóki Gormr, a lui un fedele lord. Egli non fuggì da Uppsala. Uomo valoroso pose in memoria del fratello la pietra sulla collina, cosparsa di rune. Essi furono vicini a Tóki di Gormr".
- La pietra runica di Sjörup, Scania, dice: "Saxi pose questa pietra in memoria di Ásbjörn figlio Tófi/Tóki, suo compagno. Egli non fuggì ad Uppsala, ma uccise finché ebbe in mano un'arma".
- Sulla pietra runica di Högby si dice: "Il bravo uomo libero Gulli ebbe cinque figli. L'impavido campione Asmund cadde a Föri".
- La pietra runica di Karlevi, sull'isola di Öland vicino all'acqua, fu probabilmente eretta dai guerrieri danesi in memoria del loro capo sulla strada di ritorno da Uppsala.[2]